# Алмазне буріння

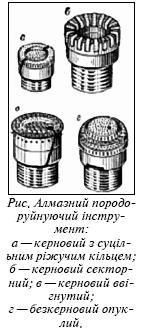

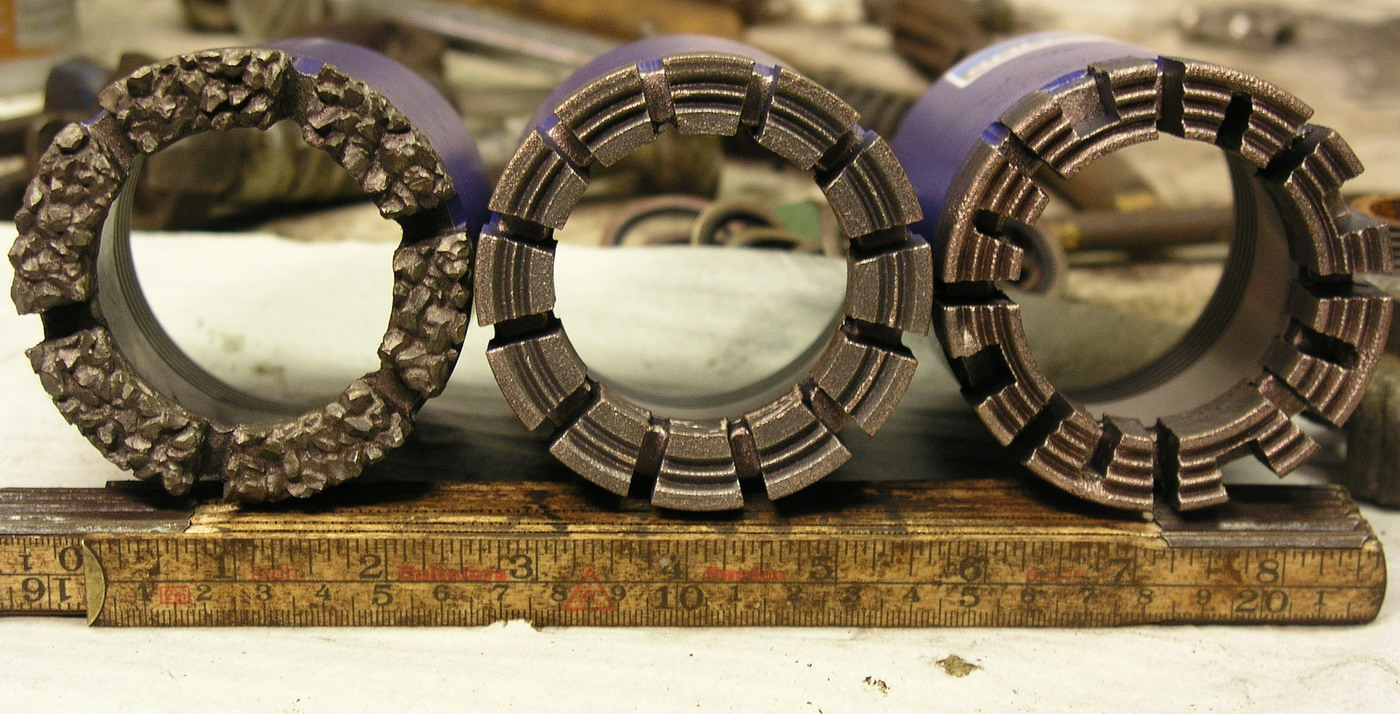
Алмазні коронки.

Алмазне буріння (рос. алмазное бурение, англ. diamond drilling, diamond boring; нім. Diamantbohren) — механічне обертальне буріння породоруйнуючим інструментом, армованим алмазами.

## Історія
Запропоноване в 1862 р. швейцарцем Ж. Лєшо при проходженні тунелів.
У 1961 р. на Прикарпатті було вперше застосовано алмазні долота діаметром 188 мм у свердловині «Орів-21».

## Загальний опис
Буровий снаряд складається з алмазної коронки або долота, алмазного розширювача, що зберігає діаметр свердловини при зносі коронки, кернового пристрою, колонкової труби та колони бурильних труб. Алмази в матриці коронки розташовують шарами (від 1 до 3) або їх рівномірно перемішують з матеріалом матриці (імпрегновані коронки). З урахуванням характеру порід твердість матриці коливається від 10 до 50 HRC (чим міцніша і абразивніша порода, тим твердіша матриця). Для армування коронок використовують техн. алмази (гол. чином борт). Для виготовлення одношарових і багатошарових коронок застосовують алмази розміром 20-100 зерен в 1 кар; для імпреґнованих коронок, які використовуються при бурінні дуже міцних, абразивних тріщинних г.п. — від 120 до 1200 зерен в 1 кар і більше. За розташуванням в інструменті розрізнюють об'ємні алмази для торця коронки і більш великі підрізні, які розташовані на бічній поверхні. Ресурс алмазних породоруйнуючих інструментів в 8-10 разів більший порівняно з інш. інструментами. Висока продуктивність (в сер. проходка алмазного долота в 19 разів більша, ніж шарошечного) досягається завдяки застосуванню великих частот обертання бурового снаряда (до 2000 хв−1 та більше). Найбільший ефект досягається при використанні бурових коронок малих діаметрів (49-76 мм), при високих частотах обертання і питомому навантаженні на робочому торці коронки 5-15 МПа. А.б. застосовують звичайно в спеціальних умовах, які характеризуються низькою механічною швидкістю, для буріння свердловин малого діаметра і при використанні високооборотних вибійних двигунів.

## Інтернет-ресурси
- Exploration Drilling Methods [Архівовано 31 серпня 2018 у Wayback Machine.]